# Tiopental

Tiopental utgörs av (RS)-5-etyl-5-(1-metylbutyl)-2-tiobarbitursyrans natriumsalt.

Tiopental, C11H17N2O2SNa, är ett lugnande och sömngivande preparat som tillhör gruppen barbiturater. Tiopental är mycket snabbverkande och används uteslutande inom anestesin. Vid intravenös tillförsel sker tillslaget inom en minut och dess effekt sitter i tio till trettio minuter. I Sverige finns läkemedlet under varumärkesnamnet Pentocur.
Tiopental är, vid sidan av pankuroniumbromid (muskelavslappnande) och kaliumklorid (hjärtstoppande), ett av de tre ämnen som vanligtvis används vid avrättning genom giftinjektion.